# Mats Helgesson
Mats Eric Helgesson, född 7 maj 1964 i Lundby församling i Göteborgs och Bohus län, är en svensk officer (generalmajor) som åren 2015–2019 var flygvapenchef.

## Biografi
Helgesson gjorde sin värnplikt vid Norrlands dragonregemente, där han också blev reservofficer. Han genomförde grundläggande flygutbildning vid Krigsflygskolan 1985–1986.[källa behövs] Han avlade sedan officersexamen 1988 och utnämndes samma år till fänrik vid Hälsinge flygflottilj, där han 1992 befordrades till kapten och 1995 till major. Efter att Hälsinge flygflottilj lagts ned tjänstgjorde han vid Skaraborgs flygflottilj, där han senare kom att tjänstgöra som divisionschef i fyra år. Åren 2009–2012 var Helgesson chef för Blekinge flygflottilj. År 2009 blev Helgesson chef för sektionen J 0 i Utvecklingsavdelningen i Insatsstaben vid Högkvarteret. Från 2013 till 2015 var han chef för test och evaluering vid Försvarets materielverk. Helgesson var flygvapenchef från och med den 1 oktober 2015 till och med den 30 september 2019, då han pensionerades och inträdde i reserven.
Mats Helgesson invaldes som ledamot av Kungliga Krigsvetenskapsakademien 2018.
Helgesson är styrelseordförande för Rymdstyrelsen sedan 2022.[källa behövs]

## Utmärkelser

### Svenska
- För nit och redlighet i rikets tjänst.[källa behövs]
- Försvarsmaktens värnpliktsmedalj.[12]
- Försvarsmaktens medalj för internationella insatser.[12]
- Flygvapenföreningarnas riksförbunds förtjänstmedalj (FVRFGM/SM).[12]
- Flygvapenföreningarnas riksförbunds förtjänsttecken (FVRFGFt).[källa behövs]
- Hemvärnets förtjänstmedalj silver (HvSM).[källa behövs]
- Swedec förtjänstmedalj silver.[källa behövs]
- Utbildningstecken Jägare.[källa behövs]

### Utländska
- Finlands flygvapens förtjänstkors.[källa behövs]
- Storofficer av Ordem do Mérito Aeronáutico (13 oktober 2016).[13]
- NATO:s ISAF-medalj.[12]